# Angrboda (lune)
Saturne LV (désignation provisoire S/2004 S 22) est un satellite naturel de Saturne découvert par Scott S. Sheppard, David C. Jewitt et Jan Kleyna sur des observations effectuées avec le télescope Subaru entre 2004 et 2006. Il fait partie du groupe nordique.